# Wygonak
Wygonak (Ochodaeus chrysomeloides) – gatunek chrząszcza z rodziny wygonakowatych. 

## Taksonomia
Gatunek został opisany w 1781 roku przez Franza von Paulę Schranka jako Scarabaeus chrysomeloides.

## Opis
Ciało długości 5-7 mm, jasno- lub ciemnobrunatne, pokryte krótkimi włoskami, krótkie, owalne. Głowa bardzo szeroka. Górna warga z głębokim wcięciem z przodu. Przedplecze szerokie, gęsto punktowane, o bokach obrzeżonych. Pokrywy na wierzchołku zaokrąglone, o rzędach słabo zaznaczonych punktami, a międzyrzędach punktowanych drobno i gęsto. Golenie przednich odnóży na wewnętrznym brzegu, u nasady ciernia wierzchołkowego z wyraźnym ząbkiem. Samiec posiada dłuższe żuwaczki i mniejszy guzek pośrodku przedniej krawędzi nadustka.

## Ekologia
Prawdopodobnie gatunek ten odżywia się podziemnymi grzybami.

## Rozprzestrzenienie
Zasięg gatunku określany jest jako pontyjsko-panneński. Występuje w południowo-wschodniej Europie, skąd wzdłuż dolin rzecznych, takich jak Dunaj i Wisła-Łaba sięga na północ Europy Środkowej. Wykazany z Czech, Francji, Hiszpanii, Węgier, Włoch, Polski, Słowacji, Sardynii, Ukrainy, Bliskiego Wschodu i krajów byłej Jugosławii.
W Polsce rzadki gatunek związany z brzegami lasów i rzek, murawami kserotermicznymi i nieużytkami aluwialnymi. Objęty częściową ochroną gatunkową.